# Obléhání Szigetváru
Obléhání Szigetváru neboli bitva u Szigetu (výslovnost: [ˈsiɡɛtvaːr]; maďarsky: Szigetvár ostroma; chorvatsky: Bitka kod Sigeta, Sigetska bitka; turecky: Zigetvar Kuşatması) bylo osmanské obléhání pevnosti Szigetvár v Uherském království. Pevnost blokovala postup sultána Sulejmana směrem na Vídeň v roce 1566. Bitva se odehrála mezi obrannými silami Habsburské monarchie pod vedením Mikuláše IV. Zrinského, bývalého chorvatského bána, a útočící osmanskou armádou pod nominálním velením sultána Sulejmana.
V lednu 1566 zahájil Sulejman útočnou kampaň v Uhrách. Obléhání Szigetváru probíhalo od 5. srpna do 8. září 1566 a skončilo osmanským vítězstvím. Někteří historici však toto vítězství považují za Pyrrhovo, protože obě strany utrpěly těžké ztráty. Oba velitelé během obléhání zemřeli – Zrinský při závěrečném útoku a Sulejman přirozenou smrtí ve svém stanu. Celé obléhání trvalo 33 dní.
Během bitvy padlo více než 20 000 Osmanů a téměř celá Zrinského posádka čítající 2 300 mužů byla zabita, přičemž většina z posledních 600 obránců zemřela poslední den. Přestože Osmané zvítězili, obléhání zastavilo plánovaný postup na Vídeň v témže roce. Vídeň nebyla znovu ohrožena až do bitvy u Vídně v roce 1683.
Význam této bitvy byl považován za tak zásadní, že francouzský duchovní a státník kardinál Richelieu ji údajně označil za „bitvu, která zachránila (západní) civilizaci“. Bitva je dodnes slavná v Chorvatsku i Maďarsku a inspirovala jak maďarský epos Obléhání Szigetu, tak chorvatskou operu Nikola Šubić Zrinski.

## Pozadí

### Historické události
Mírová dohoda mezi Habsburky a Osmany platila až do roku 1552, kdy se Sulejman rozhodl zaútočit na Eger. Obléhání Egeru však bylo neúspěšné a habsburské vítězství zvrátilo období územních ztrát v Uhrách. Udržení Egeru dalo Rakušanům důvod věřit, že Uhry jsou stále sporným územím, a že osmanské tažení v Uhrách skončilo – až do jeho obnovení v roce 1566.
Obléhání Tokaje v roce 1565 císařskou armádou pod velením Lazaruse von Schwendiho Sulejmana rozhněvalo. Považoval Sedmihradsko za součást své říše a nepovažoval mírovou dohodu mezi Janem Zikmundem Zápolským a Svatou říší římskou za platnou.
Po smrti Ferdinanda I. Habsburského v roce 1564 bylo v roce 1565 vyjednáno nové mírové ujednání mezi Osmany a Habsburky. Osmanské úřady zaslaly císaři Maxmiliánovi II. několik dopisů týkajících se následujících záležitostí: placení tributu, habsburských vpádů na osmanská území, návratu osmanského vyslance Hidayeta Ağy a možné neplatnosti smlouvy z roku 1565, pokud by Habsburkové neodvolali své jednotky ze Sedmihradska. Tyto faktory jsou považovány za jedny z důvodů osmanského tažení v Uhrách.

Szigetvár, jeho velitel Márk Horváth a zbojníci v okolí pevnosti byli pro Sulejmana dlouhodobým zdrojem hněvu. Osmané již pevnost obléhali dvakrát, v letech 1555 a 1556. V dopise zaslaném Ferdinandovi v roce 1557 Sulejman napsal:
„Pevnost Szigetvár... Když hajdúci a zbojníci působí potíže a páchají zlo, uchylují se do této pevnosti.“
V roce 1562 se Sulejman diplomatovi Ogieru Ghiselinu de Busbecqovi zmínil:
„Jak bychom mohli uzavřít mír, pokud ti, kteří ovládají Sziget, jej narušují a pokračují ve válce?“

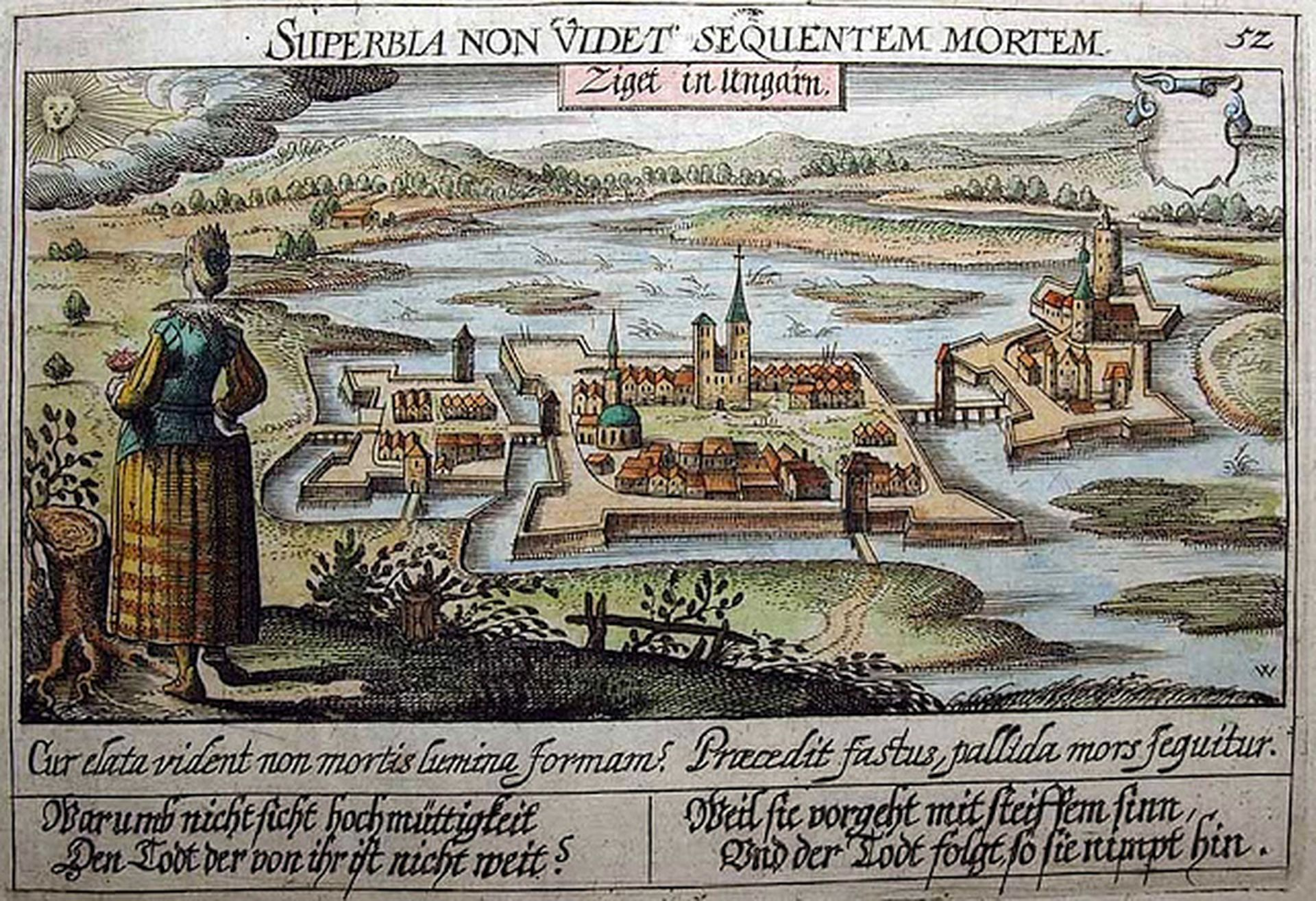
Umělecký dojem z pevnosti Szigetvár od rytců Daniela Meisnera a Eberharda Kiesera, 1625

Sulejman napsal Janu Zikmundovi dne 7. října 1565, že „příští jaro vyrazí do války, pokud Maxmilián nevyšle vyslance s odpovídajícími zárukami míru“. Po obléhání Nagybánye (dnes Baia Mare) Schwendim Sulejman napsal Janu Zikmundovi, že „příští jaro osobně přijede do Uher se svou armádou“.

### Geografie
Szigetvár byl považován za důležitý především proto, že z něj bylo možné narušit nepřátelské zásobovací linie podél řeky Dunaj a ohrozit Budín i celou osmanskou nadvládu v Uhrách. Pevnost zároveň blokovala osmanské dobyvačné tažení v jižním Zadunají, protože kontrolovala pohyb na řece Dráva a představovala hrozbu pro osmanské pohraniční pevnosti jako Virovitica a Požega v oblasti Slavonie.
Pevnost byla obklopena pohořím Mecsek, které poskytovalo přirozenou obranu. Systém kanálů zajišťoval, že údolí kolem pevnosti bylo vždy zaplaveno vodou. I kdyby se útočníkům podařilo kanály prolomit, vyschlé koryto řeky by bylo bahnité a zarostlé vegetací, což by znemožnilo útok pěchoty i rozmístění děl poblíž hradeb. Pevnost neměla příkop ani rozsáhlé obranné stavby, protože okolní bažiny měly větší šířku než běžné pevnostní příkopy. Přechod bažinatého terénu byl pro každou obléhající armádu mimořádně obtížný. Celý pevnostní komplex Szigetváru se skládal ze čtyř pevností.

## Logistika a přípravy

### Habsburkové
Dne 18. srpna 1565 císař Maxmilián II. napsal svým bratrům, že se Habsburkové musí připravit na válku. Očekávali však, že hlavním cílem osmanského tažení bude Vídeň, a soustředili proto obranu na město, aniž by plánovali zrušit obléhání Szigetváru. Císař Maxmilián a habsburská armáda se tedy utábořili poblíž Győru, ale do obléhání nezasáhli.

### Osmanská říše
Pro obléhání a tažení byli vojáci mobilizováni z uherských a balkánských provincií pod správou temešvárského bejlerbeje. Královské výnosy nařizující mobilizaci byly rozeslány několika bejlerbejům v listopadu 1565. Osmanská vláda Vysoké porty zároveň záměrně podávala habsburským vyslancům nepravdivé informace, aby je zmátla ohledně cíle a průběhu tažení. Sulejman a jeho armáda vyrazili na tažení dne 29. dubna 1566. Podle historiků Szabolcse Vargy a Nicolase Vatina měla osmanská armáda přibližně 50 000 vojáků. Hlavním osmanským vojenským inženýrem během obléhání byl Ali Portuk. Osmané při obléhání použili nejméně 17 děl bacaluşka (bazilišků), převážně ráže 14 a 16 oka. Kronikář Mustafa Selaniki zaznamenal, že bylo přivezeno 180–280 velkých děl typu Darbzen.
Sultána Sulejmana k účasti na tažení přesvědčil Sokollu Mehmed Paša a šejk Nureddinzade Muslihiddin, súfijec z řádu Chalvatíja, aby splnil svou povinnost vykonáním posledního džihádu. Tažení se účastnilo mnoho bejů a mirzů z Krymského chanátu, včetně kalgana (zástupce chána) Mehmeda II. Gireje. Kvůli jejich nepřítomnosti nemohl krymský chán Devlet I. Geraj přísahat věrnost Ruskému carství.

### Zrinski
Aby posílil obranu pevnosti Szigetvár, začal Mikuláš IV. Zrinski po jmenování generálním kapitánem vybírat daně z několika oblastí v okolí. Díky tomu se pevnost rozšířila, vznikly malé pevnosti podél důležitých vnitřních cest a bylo vybudováno bažinaté opevnění okolo města. Zrinskiho strategií bylo udržet okolní města, aby Osmanům neumožnil snadný přístup k pevnosti.
Vědci se shodují, že Zrinskiho vojsko mělo kolem 2 300 chorvatských a maďarských vojáků a 2 000 civilistů. Mezi jeho muži byli jak jeho vlastní vojáci, tak jednotky jeho spojenců: hraběte Gašpara Alapiće, a důstojníků Miklouše Kobaka, Petara Patačiće a Vuka Papratoviće. Dne 19. dubna 1566, čtyři měsíce před obléháním, Zrinski napsal dopis vdově po Tamási Nádasdym, ve kterém jí sdělil, že bude pevnost bránit. Také napsal císaři Maxmiliánovi, že udrží Szigetvár tak dlouho, aby se podařilo posílit obranu Vídně.

## Obléhání

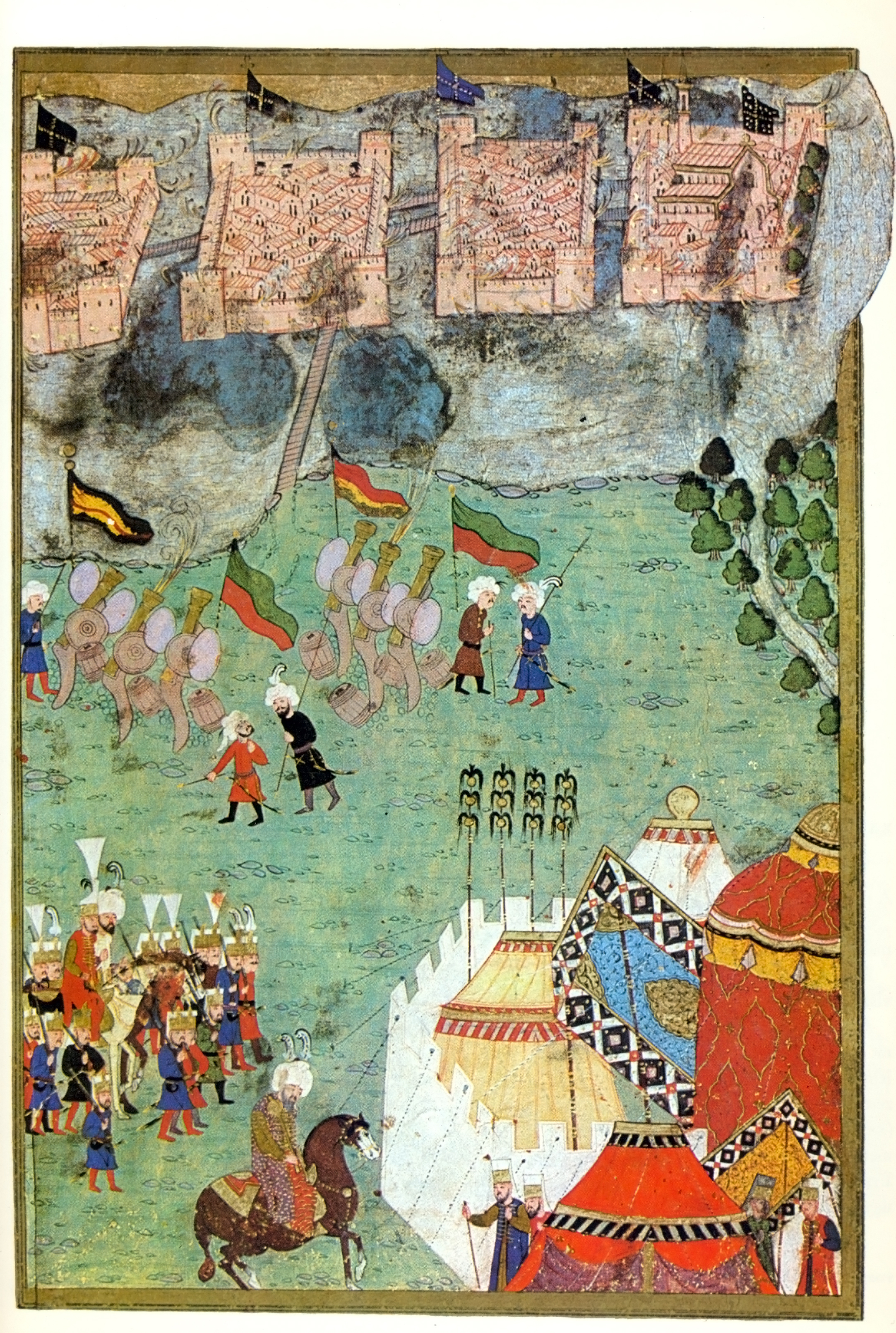
Osmanská miniatura zobrazující Szigetvár před obléháním, 16. století

Obráncem pevnosti byl hrabě Mikuláš IV. Zrinský, jeden z největších vlastníků půdy v Chorvatském království, veterán pohraničních válek a bán (chorvatský královský zástupce) v letech 1542 až 1556.
Sulejmanova vojska dorazila do Bělehradu 27. června po 49 dnech pochodu přes Edirne, Plovdiv a Sofii. Postavili most přes řeku Sávu a dorazili do Zemunu. Zde se setkal s Janem II. Zápolským, kterému dříve slíbil, že ho učiní vládcem celé Uherské říše. Osmanská armáda dorazila 12. července do Osijeku a začala přecházet řeku Drávu. Podle historika Kennetha Settona Sulejman odložil plánovaný útok na Eger, když se dozvěděl o Zrinského úspěšném útoku na osmanský tábor u Siklóse, a místo toho se rozhodl zaútočit na pevnost Szigetvár, aby ho neutralizoval. Historik Gyula Káldy-Nagy tvrdí, že příčinou změny plánu byl pokles hladiny Drávy, což vedlo k útoku na Szigetvár a odložení útoku na Eger.
Szigetvár byl rozdělen vodou do tří částí: staré město, nové město a hrad, které byly spojeny mosty a s pevninou náspy. Ačkoli pevnost nestála na vyvýšeném terénu, vnitřní hrad, který dnes tvoří většinu historické pevnosti, nebyl pro útočníky přímo přístupný. Nejdříve musely být dobyté a zajištěné dvě další části pevnosti, než mohlo dojít k závěrečnému útoku.
Dne 1. srpna 1566 dorazil k pevnosti osmanský předvoj. Dne 5. srpna byla pevnost i město zcela obklíčeny. Sulejman dorazil 9. srpna a jeho válečný stan byl postaven na kopci Semlék. Sultán zůstal ve svém táboře, kde přijímal slovní hlášení o průběhu bitvy od velkovezíra Sokollu Mehmeda Paši, který byl faktickým operačním velitelem osmanských sil.
Dne 7. srpna začaly přípravy na obléhání. Byly vykopány zákopy, za nimiž se rozestavilo dělostřelectvo. Nejprve se zaměřili na palisády pevnosti, nikoli na hradby, aby donutili obránce k výpadu. V noci byly postaveny dělostřelecké baterie, a následující den začalo ostřelování hradeb Nového Města. Historik József Kelenik tvrdí, že na tuto fázi byly použity pouze polní děla, zatímco dlouhodosahová obléhací děla byla využita až při samotném bombardování pevnosti. Dne 9. srpna začala baterie pěti děl ostřelovat věž ve vnitřním hradě, což vedlo ke zničení její horní části, protože poskytovala úplný výhled na osmanské manévry.

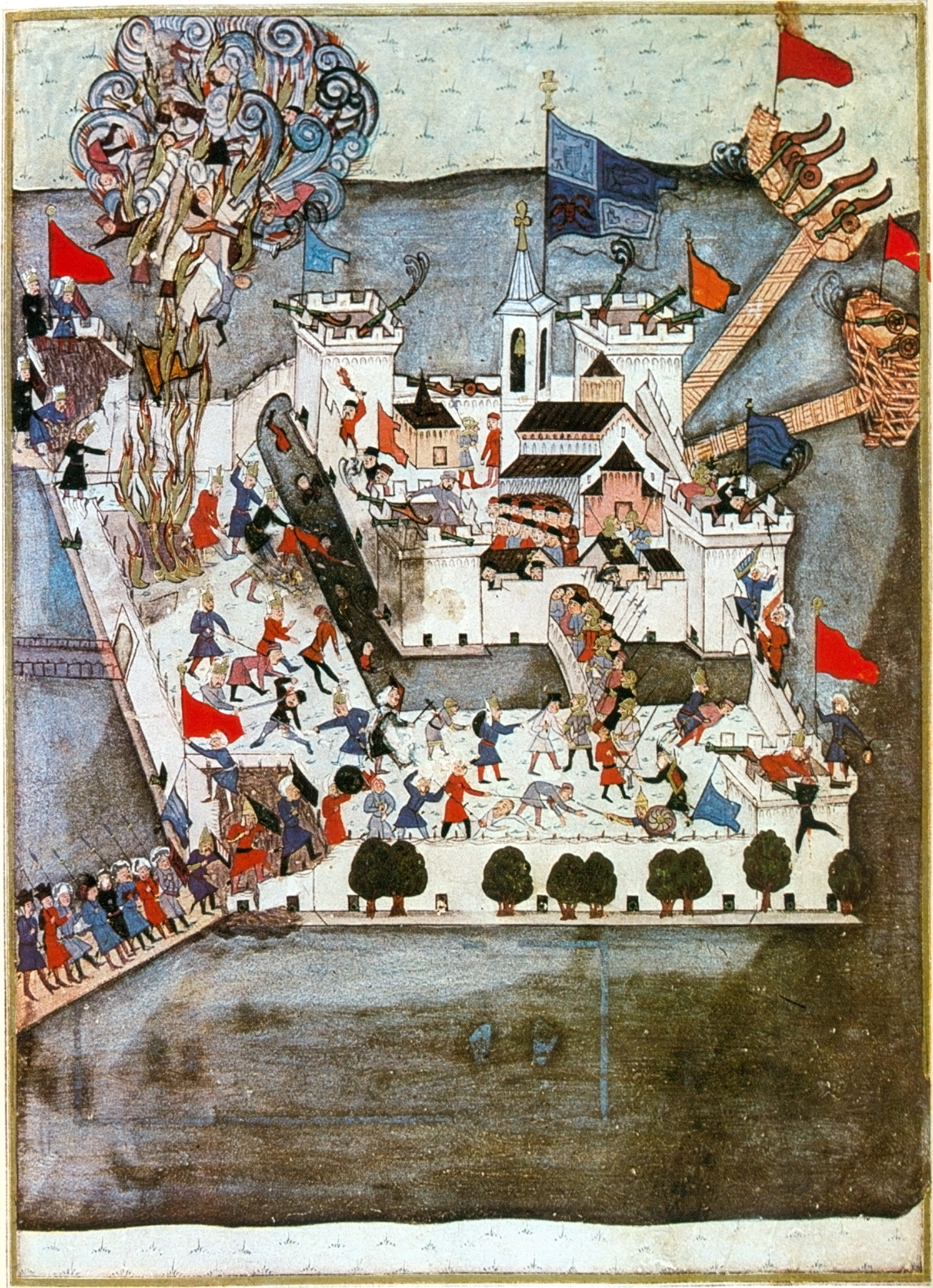
Miniatura zobrazující obléhání Szigetváru, 16. století

Dne 9. srpna pokračovalo bombardování Nového Města a vnitřního hradu. Byly vybudovány zákopy a dělostřelecké baterie v oblouku od jihovýchodního opevnění. Staré Město bylo z východu obklíčeno janičáry, kteří se blížili k hradbám, a ze západu palbou z baterie poblíž hráze, zatímco další děla byla rozmístěna k jeho ostřelování. Zahájeny byly také přípravné práce na prolomení hráze, kterou hlídalo 600 janičárů. Večer obránci opustili Nové Město, protože bombardování způsobilo značné škody.
Dne 10. srpna zahájili Osmani mohutnou dělostřeleckou ofenzivu proti pevnosti. Děla začala pálit na dva jižní parapety, zatímco Staré Město bylo ostřelováno čtyřmi nebo pěti bateriemi. Zrinský a jeho důstojníci se neshodli na dalším postupu. Zrinský chtěl ustoupit ze Starého Města, ale jeho podřízení chtěli město bránit dál. Nakonec se rozhodl setrvat, aby získal více času pro obránce, protože evakuace 4 000 lidí z města do pevnosti by byla obtížná.
Dne 19. srpna se dlouhé úseky hradeb Starého Města zhroutily. Obránci začali ustupovat, ale u vchodu na most vedoucí do pevnosti byli napadeni Osmany a přišli o mnoho důstojníků. Hradby na jihozápadní a jihovýchodní straně pevnosti byly deset dní nepřetržitě bombardovány, ale stále držely, hlavně kvůli vzdálenosti a omezenému úhlu palby osmanských děl. Osmani proto umístili další dvě baterie do Starého Města jižně od pevnosti, kde se zaměřili na nejslabší a nejméně chráněné části bašt. Nosné trámy těchto opevnění byly zranitelnější vůči dělostřelecké palbě a rychle se zhroutily.
Zrinský, na radu svých zkušených velitelů, vyslal 200 jezdců, aby zabránili Osmánům vysušit bažinu kolem pevnosti. Tento pokus však selhal. Ani další návrhy jeho podřízených v prvních dvou týdnech obléhání neuspěly. Po smrti svých důstojníků a ztrátě měst se Zrinský osobně chopil velení odporu.
Hradby pevnosti byly částečně prolomeny na baště Hegy (dosl. „Horská bašta“), která byla nejblíže osmanským dělům. O šest dní později, po pádu Starého Města, se zhroutila další velká část hradeb. Osmanští velitelé usoudili, že nastal vhodný čas k prvnímu pěšímu útoku. Dne 26. srpna zahájili Osmané pěchotní útok, ale selhal a způsobil velké ztráty. Cílem útoku pravděpodobně bylo rozšířit průlomy v hradbách, aby bylo možné kopat dále do pevnostních zdí. Dne 29. srpna podnikli Osmané další velký útok, aby pevnost konečně dobyli, ale opět neuspěli a přišli o 4 000 vojáků.

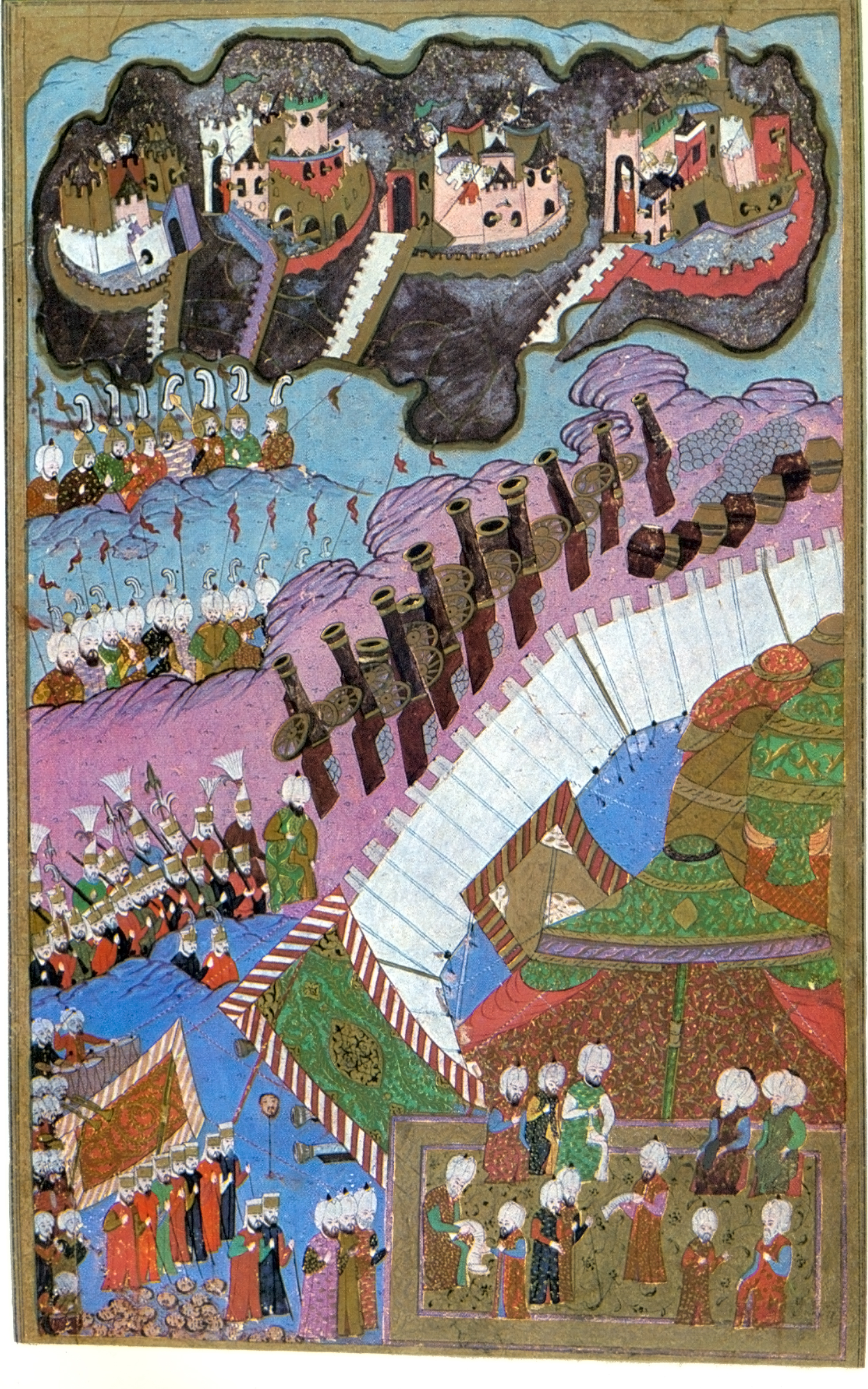
Miniatura zobrazující osmanskou radu po dobytí Szigetváru, 16. století

V následujících dnech Osmané utrpěli velké ztráty kvůli šíření úplavice, která mohla nakazit i sultána Sulejmana. Obránci opakovaně zasílali dopisy císaři Maxmiliánovi, v nichž žádali pomoc a zrušení obléhání, ale císař a jeho armáda zůstali nečinní. Až do konce obléhání byl císař klamán sultánem a velkovezírem, kteří ho přesvědčili, že skutečným cílem Osmanů je Vídeň.
Po pěchotních útocích začala osmanská děla ostřelovat Nádasdyho baštu v severovýchodní části pevnosti. Současně byly vybudovány obléhací náspy proti jihozápadním a jihovýchodním hradbám. Portuk, hlavní osmanský vojenský inženýr, zemřel během závěrečné fáze obléhání. Dne 2. září Osmané využili noční tmy k plnému proražení hradeb u bašty Hegy, kde byla umístěna nejlepší děla pevnosti. Janičáři umístili hořlavé látky do průlomu, který v baště Hegy podkopali. Dne 5. září byl tento průchod zapálen střelným prachem. Oheň se rychle rozšířil na další budovy v pevnosti, přičemž silný vítr a nepřetržité bombardování zabránily jeho uhašení.
Zrinský se nacházel na Nádasdyho baště a odolal dvěma útokům. Nakonec ustoupil do vnitřní pevnosti, ale mnoho vojáků na vnějších hradbách tak učinit nemohlo, což vedlo k jejich vzatí Osmany do zajetí 5. září. Sulejman nabídl Zrinskému možnost vládnout celému Chorvatsku, pokud by se vzdal, ale Zrinský odmítl. Pád pevnosti se zdál neodvratný, ale osmanské velení váhalo. Dne 6. září sultán Sulejman zemřel ve svém stanu. Jeho smrt byla přísně utajena – věděli o ní pouze nejbližší důvěrníci, protože Osmané se obávali, že by jejich vojáci ztratili bojovou morálku, kdyby se o úmrtí svého vůdce dozvěděli. Sulejmanova smrt byla utajována celých 48 dní. Z tábora byl vyslán kurýr se zprávou pro Sulejmanova nástupce, Selima II.

### Závěrečná bitva

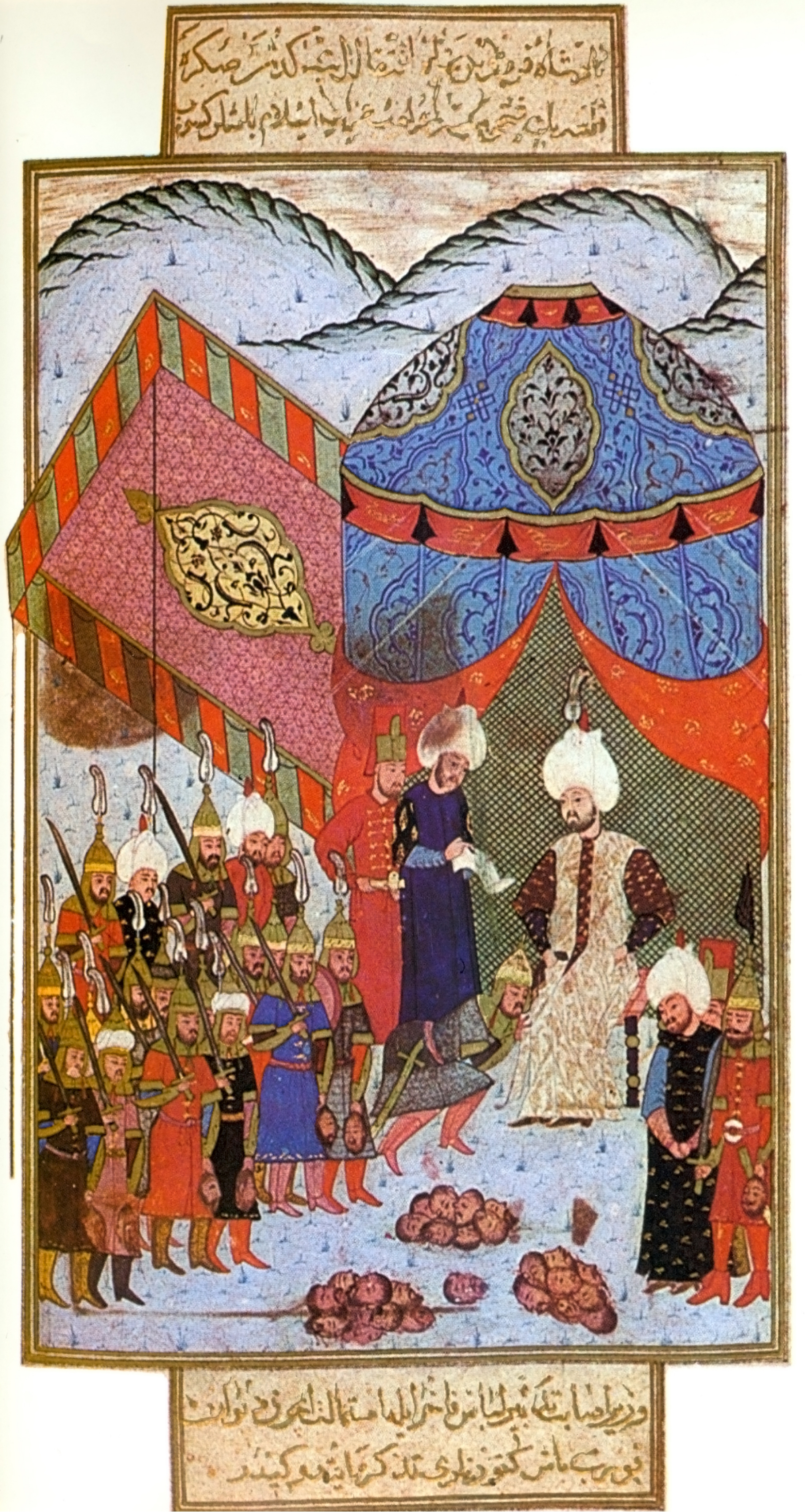
Miniatura zobrazující rozdělování odměn po obléhání, 16. století

Závěrečná bitva začala 7. září, den po Sulejmanově smrti. Osmanská armáda se valila skrz město, bubnovala a křičela. Zrinský nařídil výpad a vedl svých zbývajících 600 vojáků z pevnosti. Na mostě vnitřního hradu byl však zasažen kulkami janičářů a padl.
Před posledním útokem Zrinský nařídil zapálení skladu střelného prachu. Poté, co Osmané zmasakrovali poslední obránce, vstoupili do třetí části pevnostního komplexu – kde však padli do pasti. Velkovezír a jeho jezdci měli stěží dost času na útěk, ale 3 000 dalších osmanských vojáků zahynulo při výbuchu.
Téměř celá Zrinského posádka během obléhání padla, zatímco celkové osmanské ztráty se odhadují na 20 000–30 000 mrtvých. Zrinského tělo bylo sťato a jeho hlava byla údajně poslána Mehmedem Pašou buď Sokullu Mustafovi, budínskému pašovi, nebo novému sultánovi Selimovi II. Ve skutečnosti Sokollu Mehmed Paša poslal Zrinského hlavu do tábora v Győru, kde ji získal jeho zeť Boldizsár Batthyány. Hlavu pak v září 1566 pohřbil Zrinského syn Juraj IV. Zrinský společně s šlechticem Ferencem Tahym v paulinském klášteře ve sv. Jeleně poblíž Šenkovce v Chorvatsku.

## Následky
Historik Stanko Guldescu uvádí, že pohraniční nájezdy v Chorvatsku pokračovaly i po obléhání, což vedlo ke chorvatsko-slovinskému rolnickému povstání. Idris Karačović, služebník Mikuláše Zrinského, padl po obléhání do zajetí a později sloužil jako osmanský bejlerbej, sandžakbej a paša.

Osmanská expanze do Uher a Chorvatska po bitvě u Szigetváru (mapa z počátku roku 1576)

Po bitvě velkovezír zfalšoval výnosy vydané jménem sultána a prohlásil vítězství. Sulejmanova smrt znamenala, že další osmanské výboje v Evropě byly odloženy, protože velkovezír se musel vrátit do Konstantinopole kvůli nástupu nového sultána Selima II. I kdyby Sulejman žil déle, jeho armáda by už nemohla dosáhnout žádného výrazného úspěchu kvůli krátkému času mezi pádem Szigetváru a příchodem zimy. Dlouhý odpor v Szigetváru zbrzdil osmanský postup k Vídni.
Císař Maxmilián vyslal dva vyslance: Chorvata Antuna Vrančiće a Štýrce Kryštofa z Teuffenbachu. Dne 26. srpna 1567 dorazili do Istanbulu a sultánem Selimem II. byli dobře přijati. Po pěti měsících vyjednávání se 17. února 1568 podařilo dosáhnout dohody o ukončení války mezi Rakouskem a Osmanskou říší. Adrianopolská smlouva byla podepsána 21. února 1568. Sultán Selim II. souhlasil s osmiletým příměřím, což vedlo k 25 letům (relativního) míru mezi říšemi, než mezi nimi vypukla dlouhá válka. Příměří bylo podmíněné – Maxmilián se zavázal platit roční tribut 30 000 dukátů.

## Dědictví a historické záznamy

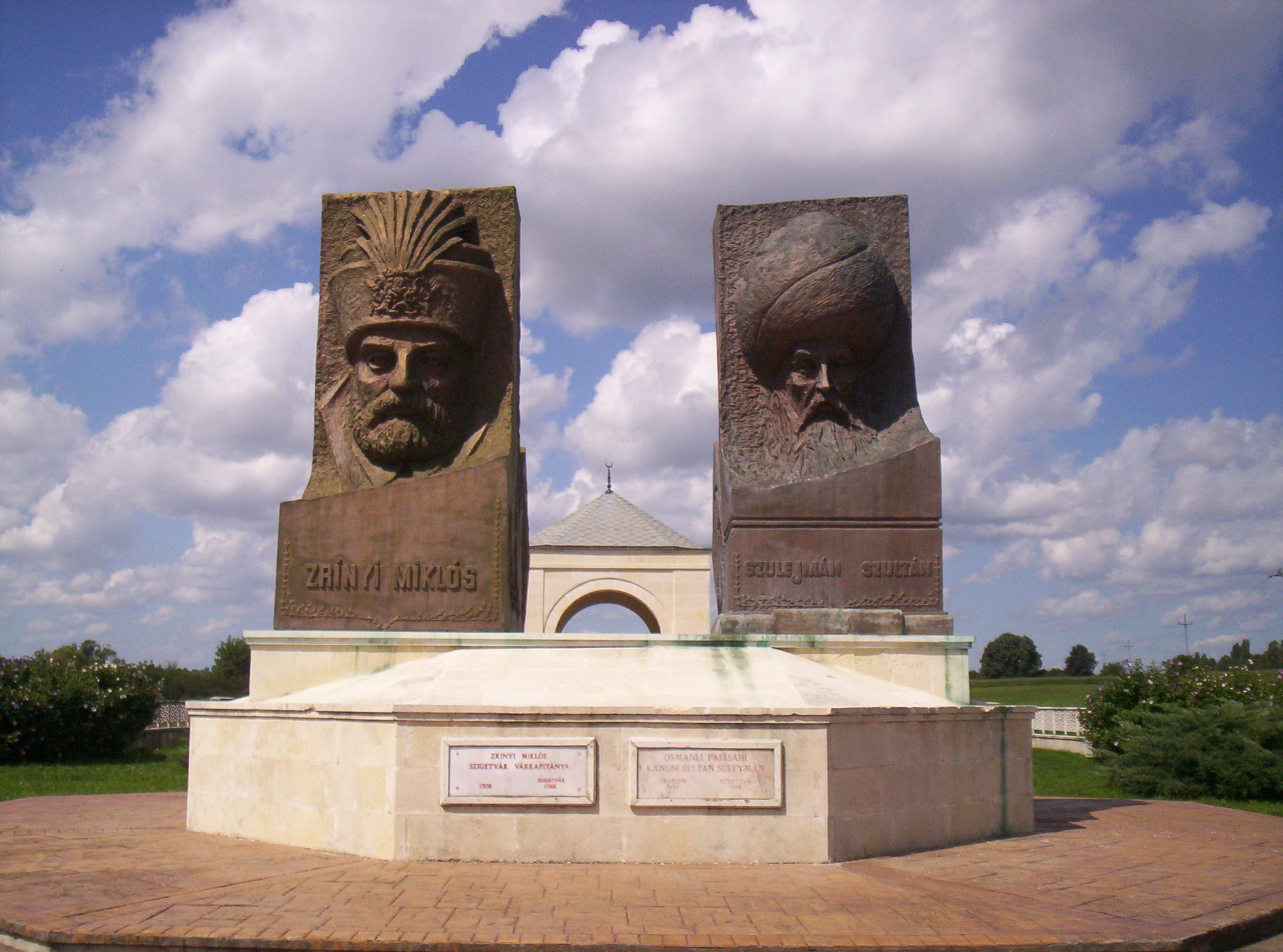
Sochy s bustou Mikuláše IV. Zrinského (vlevo) a sultána Sulejmana (vpravo) v Parku maďarsko-tureckého přátelství v Szigetváru

### Evropa
Obléhání Szigetváru se stalo klíčovým momentem v utváření maďarské a chorvatské národní identity.
Očitá svědectví o obléhání zaznamenal Franjo (Ferenc) Črnko, komorník Mikuláše Zrinského a jeden z mála přeživších. Jeho zpráva byla přeložena do latiny v roce 1568 a inspirovala epickou literaturu o bitvě. První takové dílo, De capto Zygetho historia (Historie dobytí Szigetváru), napsal Christian Schesaeus v roce 1571. Dalším významným dílem byl epos Vazetje Sigeta grada (Dobytí města Sziget) od chorvatského renesančního básníka Brne Karnarutiće, napsaný před rokem 1573. Dlouhá báseň Pjesma o Sigetu (Píseň o Szigetu), obsažená ve sbírce Cerkvena pesmarica (Církevní zpěvník), byla napsána v kajkavském nářečí chorvatštiny na přelomu 16. a 17. století.
Bitva byla také zvěčněna v maďarském eposu Szigeti Veszedelem (Nebezpečí Szigetu, 1651), který napsal pravnuk Mikuláše Zrinského, Mikuláš VII. Zrinský. Jeho bratr Petr Zrinský napsal Opsida Sigecka (Obléhání Szigetu) v roce 1660 v chorvatštině. Další chorvatský básník, Pavao Ritter Vitezović, věnoval bitvě báseň Odiljenje sigetsko (Szigetské loučení), která byla poprvé publikována v roce 1684. V roce 1812 německý básník Karl Theodor Körner napsal drama Zriny o bitvě u Szigetváru. Nejslavnějším hudebním dílem o této události je opera Nikola Šubić Zrinski z roku 1876, kterou složil Ivan Zajc. Tato opera se stala nejpopulárnějším dílem v chorvatské hudební historii.

### Turecko
Szigetvár je v osmanské i turecké paměti nerozlučně spjat se sultánem Sulejmanem. První záznam o obléhání pochází z roku 1568 a nese název Nüzhet-i Esrarü’l-Ahyar der Ahbar-ı Sefer-i Sigetvar (Příjemná tajemství z výpravy do Szigetváru). Autorem je Feridun Ahmed Bej, který byl přítomen v osmanském táboře u Szigetváru. Další dílo, Fetihname-i Kala-i Sigetvar (Dobytí hradu Szigetvár), napsal Agehi Mansur Çelebi, rovněž přímý účastník obléhání. Dílo Sigetvar Fetihnamesi (Dobytí Szigetváru), které napsal Sejfi Istanbulský, se nedochovalo. Spisovatel Merahi také popsal obléhání ve svém díle Fetihname-i Sigetvar, které je napsané ve verších.
Mezi další významná osmanská díla patří:
- Sigetvarname (Příběh Szigetváru) od Aşıka Çelebiho
- Tarih-i Selâniki (Anály Selanikiho) od Mustafy Selanikiho
- Různá ilustrovaná Sigetvarname, která detailně popisují průběh bitvy.[53]